# François Brune (homme politique)
Pour les articles homonymes, voir François Brune et Brune.
François Brune, né le 1er avril 1835 à Pleine-Fougères (Ille-et-Vilaine) et décédé le 29 décembre 1906 dans la même commune, est un homme politique français.

## Biographie
Notaire à Pleine-Fougères de 1867 à 1884, il devient conseiller municipal et conseiller général du canton de Pleine-Fougères en 1870. Élu maire de la commune le 12 avril 1877, succédant à monsieur Clément, il est aussi suppléant du juge de paix et secrétaire du comice agricole.
Se présentant aux élections législatives de 1889 dans la première circonscription de Saint-Malo, il essuie un revers face au candidat réactionnaire et ancien député Charles Émile La Chambre. En 1893, il se présente à nouveau et est largement élu, battant le révisionniste Claude Léouzon-le-Duc.
À la Chambre des députés, il siège à gauche chez les républicains au sein du groupe de l'Union progressiste, où il s'occupe des questions rurales et des pêcheries.
Confortablement réélu en 1898, il ne se représente pas lors du scrutin de 1902. Il demeure premier édile et conseiller général jusqu'à son décès, survenu le 29 décembre 1906. Il est remplacé dans ces deux fonctions par Pierre Ménard.
En 1979, le conseil municipal de Pleine-Fougères décide de dénommer le CEG de la commune « collège François-Brune ».

## Sources
- « François Brune (homme politique) », dans le Dictionnaire des parlementaires français (1889-1940), sous la direction de Jean Jolly, PUF, 1960 [détail de l’édition]